# Xã Granville, Quận McHenry, Bắc Dakota
Xã Granville (tiếng Anh: Granville Township) là một xã thuộc quận McHenry, tiểu bang Bắc Dakota, Hoa Kỳ. Năm 2010, dân số của xã này là 107 người.